# Maciej Gorzeliński
Maciej Gorzeliński (ur. 1 marca 1969 w Turku) – polski dziennikarz.

## Życiorys
Był dziennikarzem śledczym Gazety Wyborczej, współautorem artykułów: Korupcja w policji poznańskiej, Państwo Elektromis. Autorem WIRR-ówki, pierwszego w Polsce tekstu demaskującego manipulacje kursami spółek giełdowych. W 1994 opublikował w Gazecie Wyborczej artykuł oskarżający Zdzisława Montkiewicza o korupcję, za które jednak w 1999 roku musiał go przeprosić w konsekwencji wyroku sądowego. Redaktor telewizyjnego programu Tok Szok Jacka Żakowskiego i Piotra Najsztuba. Dziennikarz radiowy w jednej z pierwszych prywatnych stacji radiowych Radio S w Poznaniu i reporter wojenny (była Jugosławia i Czeczenia). 
Laureat I Nagrody Stowarzyszenia Dziennikarzy Polskich za Korupcję w policji poznańskiej, II Nagrody im. B. Prusa, oraz Złotej Kobry na Festiwalu Mediów w Łodzi. Reżyser filmu dokumentalnego Szklane Góry z 1999 roku o francuskim wspinaczu Alainie Robercie. Obecnie współwłaściciel firmy MDI Strategic Solutions.